# 有馬裕
有馬 裕（ありま ゆたか 昭和42年9月7日 -）は、日本の外交官。

## 人物
- 東京大学法学部第二類卒業（平成3年3月）
- ハーバード・ロー・スクール修士課程修了（平成5年）[3]
- ニューヨーク州弁護士登録（平成7年）[3]

## 略歴
- 平成3年4月　外務省入省
- 平成14年9月　経済協力局無償資金協力課　首席事務官
- 平成17年1月　大臣官房 課長補佐 兼 内閣事務官　内閣官房内閣総務官室総理大臣官邸事務所
- 平成19年1月　外務省北米局日米安全保障条約課 首席事務官
- 平成20年8月　国際連合日本政府代表部 参事官
- 平成23年8月　国際協力局国別開発協力第二課（アフガニスタン支援室長）
- 平成24年8月　アジア大洋州局中国・モンゴル第二課長
- 平成25年11月　総合外交政策局国連政策課長
- 平成27年10月　アジア大洋州局中国・モンゴル第一課長
- 平成28年8月　大臣官房人事課長
- 令和元年9月　大臣官房参事官 兼 北米局
- 令和3年8月　大臣官房参事官 兼 総合外交政策局 サイバー政策担当大使
- 令和3年12月　大臣官房審議官 兼 総合外交政策局 サイバー政策担当大使[4][5]
- 令和4年9月　アジア大洋州局南部アジア部長
- 令和5年8月　北米局長
- 令和7年7月　総合外交政策局長

## 同期
- 石月英雄（24年国際協力局長）
- 内田浩行（22年ストラスブール総領事）
- 大鶴哲也（22年内閣総理大臣秘書官）
- 小川秀俊（23年コンゴ民主共和国大使）
- 北川克郎（24年欧州局長）
- 河邉賢裕（25年内閣官房副長官補・23年総合外交政策局長・22年北米局長・21年在米国大使館公使）
- 島田丈裕（24年在米国大使館公使・22年儀典長・21年大臣官房総括担当審議官兼公文書監理官）
- 髙橋良明（24年バンクーバー総領事）
- 橋場健（23年スポーツ庁審議官・21年リオデジャネイロ総領事）
- 松永健（23年トロント総領事）
- 御巫智洋（24年次席国連大使・22年国際法局長）
- 實生泰介（22年大臣官房審議官（アジア大洋州局、アジア大洋州局南部アジア部担当担当））
- 毛利忠敦（24年ウラジオストク総領事）